# Abtei St. Lazarus

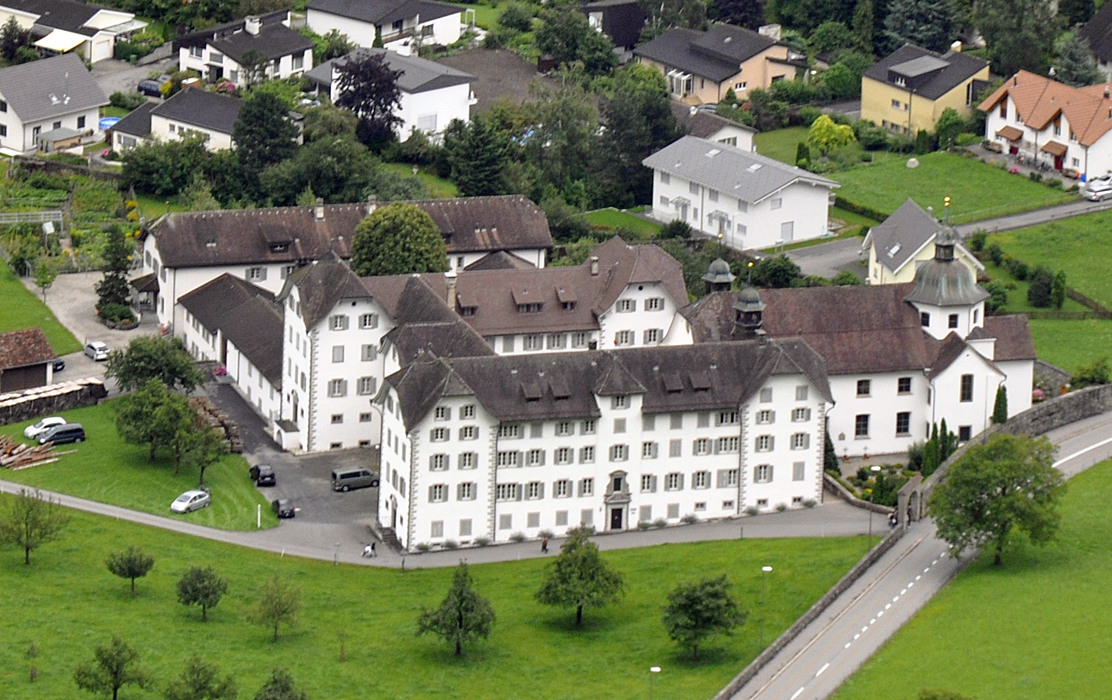
Abtei St. Lazarus, Seedorf

Die Abtei St. Lazarus ist ein Kloster der Benediktinerinnen in Seedorf UR, Kanton Uri in der Schweiz. Das Kloster gehört der Schweizerischen Benediktinerinnenföderation an.

## Geschichte

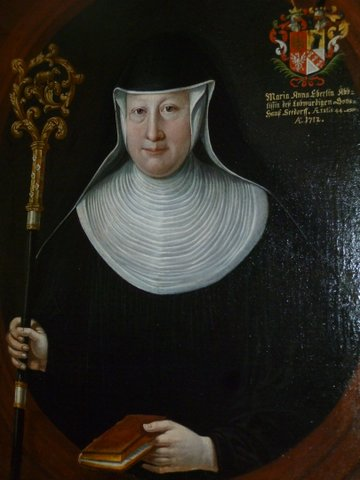
Maria Anna Eberlin (Äbtissin 1700–1727)

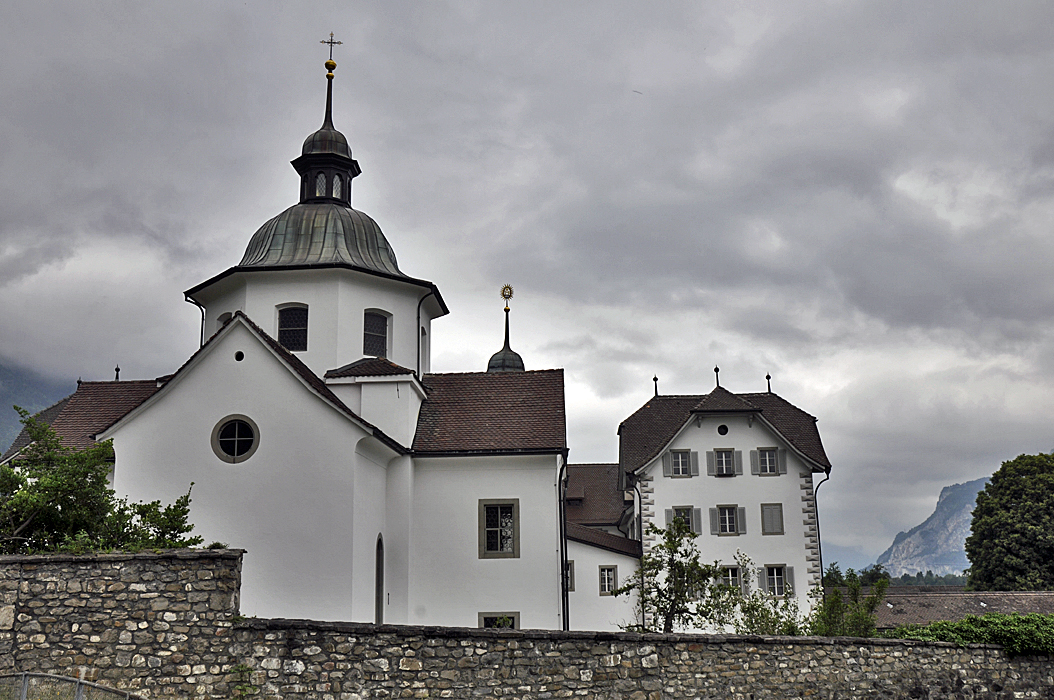
Klosterkirche St. Lazarus

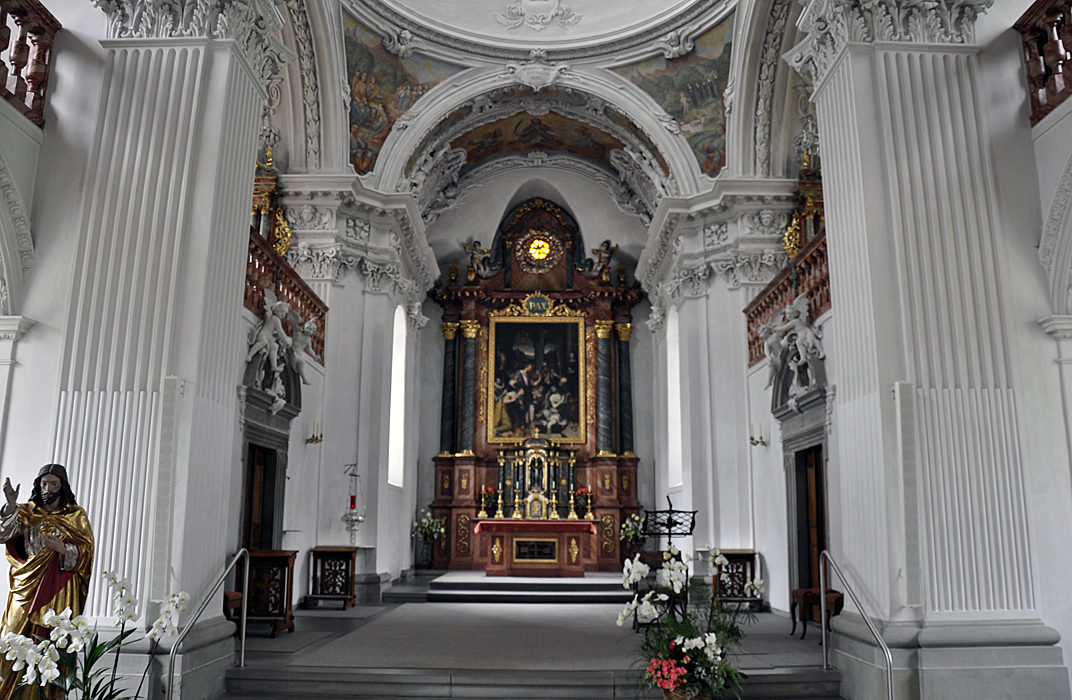
Blick zum Hochaltar

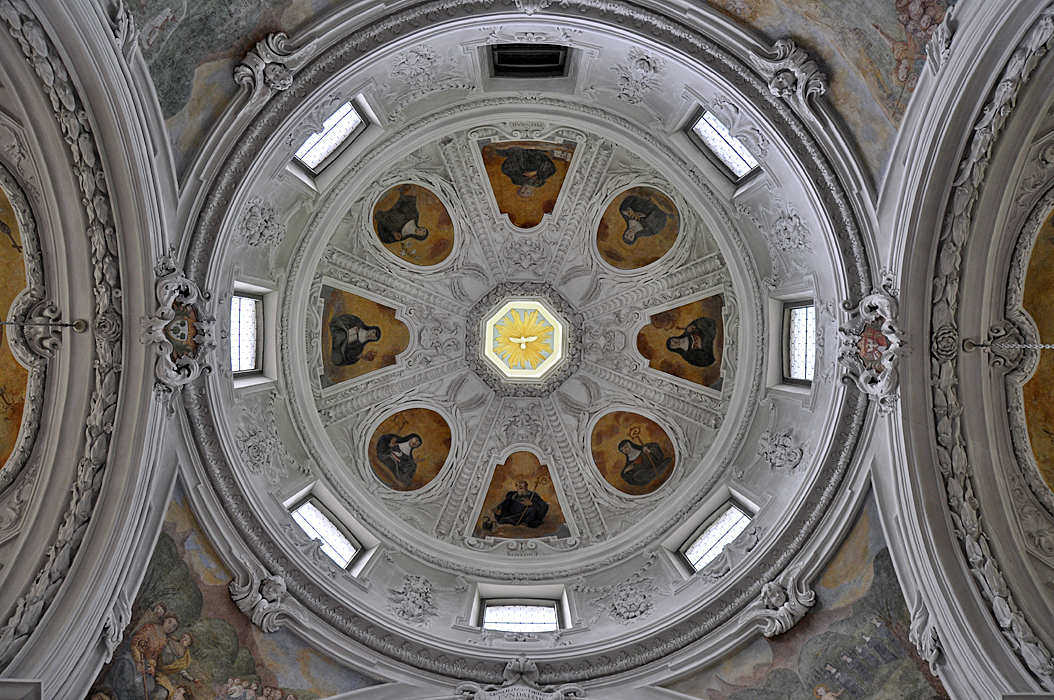
Vierungskuppel

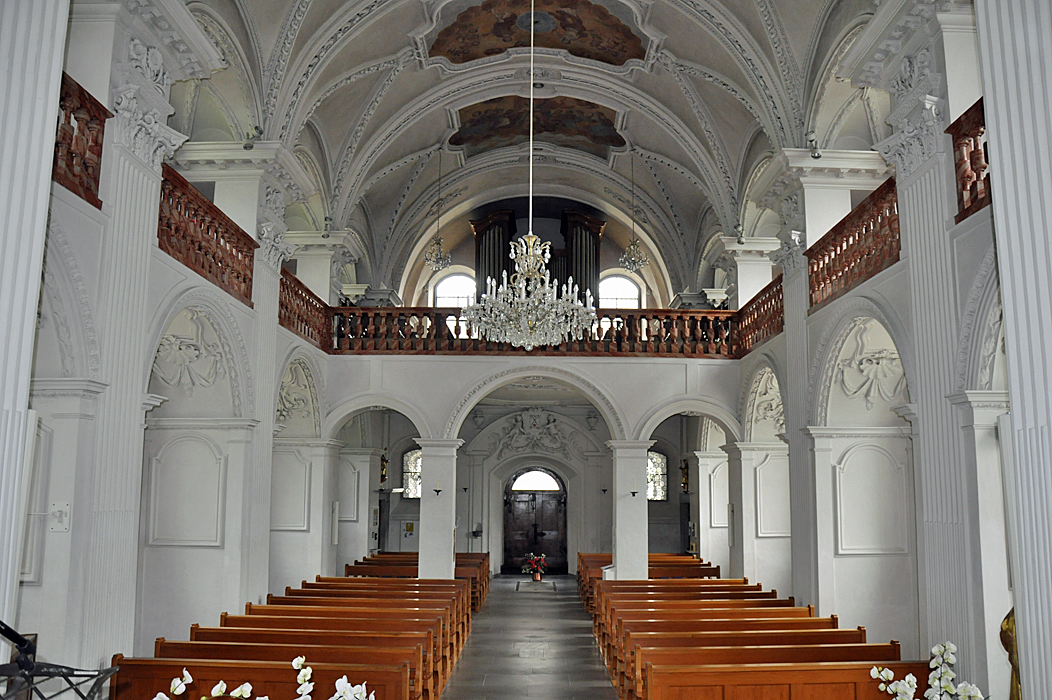
Blick Richtung Orgelempore

Das Kloster in Seedorf ist das älteste Kloster im Kanton Uri und zudem das einzige, dessen Ursprünge ins Mittelalter zurückgehen.
1197 wurde in Seedorf das Lazariterhaus erbaut. Gründungen des Lazarus-Ordens, eines Spitalordens und später auch Ritterordens, bildeten in der Regel Doppelklöster mit einem Brüder- und einem Schwesternhaus („Kloster der Schwestern des hl. Lazarus“ mit als Hospiz fungierendem Schwesternspital), so auch in Seedorf.
Mit dem Ende der Kreuzzüge und einem Rückgang der Betreuung von Aussätzigen verloren die Lazariter an Bedeutung. 1413 wurde das Männerkloster aufgehoben, während das Nonnenkloster weiterbestand, bis es in der allgemeinen Klösterkrise des 16. Jahrhunderts, nachdem 1518 viele Nonnen der Pest erlegen waren, um 1526 endgültig erlosch. Die Gebäude und der Grundbesitz fielen nach damaligem Recht an das Land Uri.
Im Zeichen der Gegenreformation wurden 1559 eine Benediktinerinnen-Abtei mit Nonnen aus dem Kloster Claro, Kanton Tessin, in Seedorf errichtet. Geistlich betreut wurde das neue Kloster zuerst vom Konstanzer Bischof, dann von den Benediktinerstiften Einsiedeln und Muri, ab 1642 bis heute vom Stift Einsiedeln.
Da die ungenutzten Gebäude der Lazariter (bestehend aus einer kleinen Kirche, einem Spital, einem Schwesternhaus und einem Brüderhaus) verfallen waren, wurde gegen Ende des 17. Jahrhunderts mit einem Neubau der heutigen Klosteranlage begonnen. 1695 wurde der Kirchenbau von Johann Jakob Scolar begonnen. Die Pläne lieferte wahrscheinlich der Einsiedler Klosterarchitekt Caspar Moosbrugger. 1700 wurde die Abteikirche eingeweiht, 1727 der gesamte Bau fertiggestellt.
Die 11 Schwestern verdienen ihren Lebensunterhalt u. a. durch Kunsthandwerk, Landwirtschaft und die Aufnahme von Gästen. Im Jahr 2009 konnte die Abtei der Benediktinerinnen ihr 450-jähriges Jubiläum feiern.

## Klosterkirche St. Lazarus

### Architektur
Die Klosterkirche St. Lazarus ist eine Emporen-Wandpfeilerkirche mit eingezogenem, flach schließendem Chor und Tambourkuppel über der Vierung. Das Langhaus besteht aus drei Jochen, kannelierte korinthische Pilaster gliedern es. Die bis an die Pfeilerstirnen vorstoßenden Langhausemporen liegen unterhalb der Pilasterkapitelle. Ihre rotbraunen Balustergeländer setzen einen wichtigen Akzent im ansonsten weißen Gotteshaus. Sowohl Kapellen als auch Emporen werden mit Quertonnen gedeckt, im Obergeschoss mit Stichkappen. Über den Emporenbögen verbleiben kleine Restflächen. Darüber setzt die annähernd halbkreisförmige Tonnenwölbung an. Sie ist durch Gurte, Stichkappen und gerahmte Deckengemälde gegliedert. Im eineinhalbjöchigen Westjoch ist eine Orgelempore eingezogen.
Ein Triumphbogen leitet als Würdeformel zum quadratischen Chor. Dessen im Außenbau vortretende Kreuzarme sind durch Mauern abgetrennt, Pfeiler mit abgeschrägten Ecken tragen die mit Fresken gefüllten Pendentifs. Darüber erhebt sich die von Segmentfenstern beleuchtete Tambourkuppel, die von abwechselnd längsoval und parabelförmig gerahmten Fresken geschmückt wird. Im Kuppelrund öffnet sich eine Laterne. Das tonnengedeckte Altarhaus wird durch zwei Rundbogenfenster beleuchtet. Der Hochaltar füllt als Ziel und Zweck des Kirchenraums die gesamte Ostwand.
Besonderes Interesse verdient die Klosterkirche Seedorf wegen der Verbindung von längsgerichtetem Wandpfeilersaal und überkuppeltem Zentralchor. Zudem ist sie ein herausragendes Beispiel einer durch die Vorarlberger Baumeister geschaffenen barocken Wandpfeilerkirche.

### Ausstattung
Der aus dem Jahr 1855 stammende Hochaltar der Klosterkirche besitzt zwei gestaffelte Säulenpaare, ein Gebälk, das Flammenvasen zieren, und einen Auszug, durch dessen Rundöffnung rückwärtig gelbes Licht einströmt. Das Altarblatt wurde 1598 von dem aus Antwerpen stammenden Denys Calvaert gemalt. Es zeigt die Auferweckung des Lazarus: links Jesus Christus, umgeben von den Schwestern des Lazarus, Martha und Maria, rechts der von den Toten auferstehende Lazarus, im Hintergrund Abt und Äbtissin, links vorne der Stifter des Gemäldes, Jakob Arnold. Auf den Choremporen stehen Figurenaltäre mit doppelten Säulen, gesprengten Giebeln und schöner Rankwerkrahmung. Die vor dem Choreinzug stehenden Seitenaltäre des 19. Jahrhunderts, die bei Lieb/Dieth (siehe Literatur) noch zu sehen sind, werden bei der Renovierung von 1964–1966 entfernt.
Die Langhausfresken wurden im 19. Jahrhundert übermalt. Die Malereien an den Ostseiten der Kapellen sowie in der Kuppelwölbung stammen aus dem 18. Jahrhundert. Die im Gemeindehaus zurückhaltende, hauptsächlich der Akzentuierung der Architekturglieder dienende Stuckierung wird im Chor plastischer und üppiger.
Die Klosterkirche verfügt über zwei Orgeln. Auf der Empore wurde 1964 eine Orgel der Firma Cäcilia A.Frey (Luzern) eingeweiht, im Chorraum befindet sich ein Positiv der Firma Genf.

## Äbtissinnen
1. 1559–1583  Sr. Anna Margareta von Locarno aus dem Kloster Claro
2. 1592–1626  Sr. Katharina Arnold
3. 1603–1611  Sr. Anna Gimmer +1632
4. 1611–1617  Sr. Helena Styger, +1626
5. 1617–1634  Sr. Scholastica Kempf
6. 1612–1617  Sr. Martha Püntener (evtl. bis 1624) +1619
7. 1624–1634  Sr. Clara Gruner (Abdankung) +1644 im Kloster Hermetswil
8. 1635–1645  Sr. Johanna Caecilia Zumbach +1670 (Berufung nach Kloster Frauenalb im Badischen)
9. 1645–1661  Sr. Maria Elisabeth Renner
10. 1661–1681  Sr. Maria Kunigunde Schmid
11. 1681–1700  Sr. Maria Ursula Püntener von Brunberg
12. 1700–1727  Sr. Maria Anna Eberlin
13. 1727–1754  Sr. Maria Anna Tanner
14. 1754–1782  Sr. Maria Johanna Regina Elisabetha Helbling
15. 1782–1797  Sr. Maria Josepha Francisca Salesia Reding von Biberegg
16. 1797–1818  Sr. Maria Josepha Clara Isabella Fornaro
17. 1818–1842  Sr. Maria Josepha Schmid
18. 1842–1871  Sr. Maria Constantia Vinzentia Gerig
19. 1871–1883  Sr. Maria Josepha Gertrud Widmer
20. 1883–1918  Sr. Maria Bernarda Sax
21. 1918–1943  Sr. Basilia Würsch
22. 1943–1947  Sr. Maria Josepha Lichtsteiner (Amtsverzicht 1942)
23. 1947–1993  Sr. M. Gertrudis Käslin
24. 1993–2002  Sr. M. Josefa Dreier
25. 2002–2013  Sr. M. Veronika Bernet
26. Seit 2014:  Sr. M. Imelda Zehnder[6]